# Francesco Belli
Francesco Belli (Firenze, 13 marzo 1994) è un calciatore italiano, difensore del Padova.

## Caratteristiche tecniche
È un terzino destro che può essere schierato anche sul lato opposto e all'occorrenza anche come difensore centrale.

## Carriera

### Club
Cresce calcisticamente nel DLF Firenze Calcio per poi passare al settore giovanile della Fiorentina; viene acquistato nell'agosto del 2012 dalla Pistoiese.
Dopo due stagioni in Serie D culminate con la promozione del club toscano in Lega Pro al termine dell'annata 2013-2014, viene acquistato dalla Virtus Entella. Esordisce con il club ligure il 4 novembre 2014 disputando da titolare il match vinto per 2-1 contro la Ternana.
Al termine della stagione 2018-2019, dopo 5 anni in cui ha messo insieme in tutto 161 presenze e 3 gol, lascia l’Entella in scadenza di contratto avendo trovato un accordo con il Pisa per un contratto triennale.
Il 21 luglio 2021 viene ceduto al Bari.
Il 2 agosto 2022 firma un contratto biennale col Padova lasciando il capoluogo pugliese dopo aver vinto il Girone C di Serie C e aver raccolto 21 gettoni con la maglia dei galletti. Diventa subito una pedina importante per la squadra biancoscudata, esordendo nella prima di campionato contro la Pro Vercelli (0-1). Trova il suo primo gol il 19 novembre, nel pareggio interno contro l’Albinoleffe. Chiude la sua prima stagione con 39 presenze ed una rete. La stagione successiva rimane una pedina importante della squadra cogliendo 31 presenze e 2 reti. Rimane un titolare fisso anche sotto la guida di Matteo Andreoletti anche se un infortunio occorso nella sfida del 4 dicembre 2024 contro l'Atalanta U23 lo costringe a rimanere fuori per oltre tre mesi. Torna nel finale di stagione dove il 25 aprile 2025 si laurea Campione del Girone A di Serie C con il Padova dopo il pareggio contro il Lumezzane, conquistando questo trofeo per la terza volta in carriera.

### Nazionale
Nel 2015 ha giocato 2 partite con la nazionale Under-20.

## Statistiche

### Presenze e reti nei club
Statistiche aggiornate al 10 agosto 2025.
| Stagione              | Squadra               | Campionato            | Campionato | Campionato | Coppe nazionali | Coppe nazionali | Coppe nazionali | Coppe continentali | Coppe continentali | Coppe continentali | Altre coppe | Altre coppe | Altre coppe | Totale | Totale |
| Stagione              | Squadra               | Comp                  | Pres       | Reti       | Comp            | Pres            | Reti            | Comp               | Pres               | Reti               | Comp        | Pres        | Reti        | Pres   | Reti   |
| --------------------- | --------------------- | --------------------- | ---------- | ---------- | --------------- | --------------- | --------------- | ------------------ | ------------------ | ------------------ | ----------- | ----------- | ----------- | ------ | ------ |
| 2012-2013             | Pistoiese             | D                     | 24         | 1          | CI              | 1               | 0               | -                  | -                  | -                  | -           | -           | -           | 25     | 1      |
| 2013-2014             | Pistoiese             | D                     | 31         | 2          | CI              | 1               | 0               | -                  | -                  | -                  | -           | -           | -           | 32     | 2      |
| Totale Pistoiese      | Totale Pistoiese      | Totale Pistoiese      | 55         | 3          |                 | 2               | 0               |                    | -                  | -                  |             | -           | -           | 57     | 3      |
| 2014-2015             | Virtus Entella        | B                     | 29+2       | 0          | CI              | 0               | 0               | -                  | -                  | -                  | -           | -           | -           | 31     | 0      |
| 2015-2016             | Virtus Entella        | B                     | 20         | 0          | CI              | 1               | 0               | -                  | -                  | -                  | -           | -           | -           | 21     | 0      |
| 2016-2017             | Virtus Entella        | B                     | 35         | 0          | CI              | 1               | 0               | -                  | -                  | -                  | -           | -           | -           | 36     | 0      |
| 2017-2018             | Virtus Entella        | B                     | 34         | 0          | CI              | 1               | 0               | -                  | -                  | -                  | -           | -           | -           | 35     | 0      |
| 2018-2019             | Virtus Entella        | C                     | 34         | 2          | CI              | 4               | 1               | -                  | -                  | -                  | -           | -           | -           | 38     | 3      |
| Totale Virtus Entella | Totale Virtus Entella | Totale Virtus Entella | 152+2      | 2          |                 | 7               | 1               |                    | -                  | -                  |             | -           | -           | 161    | 3      |
| 2019-2020             | Pisa                  | B                     | 16         | 1          | CI              | 2               | 0               | -                  | -                  | -                  | -           | -           | -           | 18     | 1      |
| 2020-2021             | Pisa                  | B                     | 23         | 1          | CI              | 2               | 0               | -                  | -                  | -                  | -           | -           | -           | 25     | 1      |
| Totale Pisa           | Totale Pisa           | Totale Pisa           | 39         | 2          |                 | 4               | 0               |                    | -                  | -                  |             | -           | -           | 43     | 2      |
| 2021-2022             | Bari                  | C                     | 19         | 0          | CI-C            | 1               | 0               | -                  | -                  | -                  | SC-C        | 2           | 0           | 22     | 0      |
| 2022-2023             | Padova                | C                     | 37+2       | 1          | CI+CI-C         | 0               | 0               | -                  | -                  | -                  | -           | -           | -           | 39     | 1      |
| 2023-2024             | Padova                | C                     | 26+2       | 2          | CI-C            | 3               | 0               | -                  | -                  | -                  | -           | -           | -           | 31     | 2      |
| 2024-2025             | Padova                | C                     | 19         | 0          | CI+CI-C         | 1+0             | 0               | -                  | -                  | -                  | SC-C        | 1           | 0           | 21     | 0      |
| 2025-2026             | Padova                | B                     | 0          | 0          | CI              | 1               | 0               | -                  | -                  | -                  | -           | -           | -           | 1      | 0      |
| Totale Padova         | Totale Padova         | Totale Padova         | 82+4       | 3          |                 | 5               | 0               |                    | -                  | -                  |             | 1           | 0           | 92     | 3      |
| Totale carriera       | Totale carriera       | Totale carriera       | 353        | 10         |                 | 19              | 1               |                    | -                  | -                  |             | 3           | 0           | 375    | 11     |

### Cronologia presenze e reti in nazionale
| Cronologia completa delle presenze e delle reti in nazionale ― Italia under 20 | Cronologia completa delle presenze e delle reti in nazionale ― Italia under 20 | Cronologia completa delle presenze e delle reti in nazionale ― Italia under 20 | Cronologia completa delle presenze e delle reti in nazionale ― Italia under 20 | Cronologia completa delle presenze e delle reti in nazionale ― Italia under 20 | Cronologia completa delle presenze e delle reti in nazionale ― Italia under 20 | Cronologia completa delle presenze e delle reti in nazionale ― Italia under 20 | Cronologia completa delle presenze e delle reti in nazionale ― Italia under 20 |
| Data                                                                           | Città                                                                          | In casa                                                                        | Risultato                                                                      | Ospiti                                                                         | Competizione                                                                   | Reti                                                                           | Note                                                                           |
| ------------------------------------------------------------------------------ | ------------------------------------------------------------------------------ | ------------------------------------------------------------------------------ | ------------------------------------------------------------------------------ | ------------------------------------------------------------------------------ | ------------------------------------------------------------------------------ | ------------------------------------------------------------------------------ | ------------------------------------------------------------------------------ |
| 26-3-2015                                                                      | Lecco                                                                          | Italia under 20                                                                | 3 – 0                                                                          | Svizzera under 20                                                              | Elite League Under-20                                                          | -                                                                              |                                                                                |
| 31-3-2015                                                                      | Lugano                                                                         | Svizzera under 20                                                              | 0 – 1                                                                          | Italia under 20                                                                | Elite League Under-20                                                          | -                                                                              |                                                                                |
| Totale                                                                         |                                                                                | Presenze                                                                       | 2                                                                              |                                                                                | Reti                                                                           | 0                                                                              |                                                                                |

## Palmarès

### Club

#### Competizioni nazionali
- Serie D: 1

Pistoiese: 2013-2014 (girone E)
- Serie C: 3

Virtus Entella: 2018-2019 (girone A)
Bari: 2021-2022 (girone C)
Padova: 2024-2025 (girone A)